# خروزالن (کوندینامارکا)
خروزالن (انگلیسی: Jerusalén, Cundinamarca) نام یک منطقه مسکونی در کلمبیا است.